# Węgierska Formuła 2000 Sezon 2002
Węgierska Formuła 2000 Sezon 2002 – jedenasty sezon Węgierskiej Formuły 2000.

## Kalendarz wyścigów
| Runda | Data        | Tor         | Pole position | Najszybsze okrążenie | Zwycięzca (kierowcy) | Zwycięzca (zespoły) |
| ----- | ----------- | ----------- | ------------- | -------------------- | -------------------- | ------------------- |
| 1     | 4 maja      | Hungaroring | ?             | ?                    | Zsolt Harkányi       | VOLÁN Autós         |
| 2     | 5 maja      | Hungaroring | ?             | ?                    | Zsolt Harkányi       | VOLÁN Autós         |
| 3     | 18 maja     | Pecz        | ?             | ?                    | Zsolt Harkányi       | VOLÁN Autós         |
| 4     | 19 maja     | Pecz        | ?             | ?                    | Zsolt Harkányi       | VOLÁN Autós         |
| 5     | 7 września  | Hungaroring | ?             | ?                    | Chanoch Nissany      | Szász Motorsport    |
| 6     | 8 września  | Hungaroring | ?             | ?                    | Chanoch Nissany      | Szász Motorsport    |
| 7     | 27 września | Hungaroring | ?             | ?                    | Ferenc Rátkai        | BOVI Motorsport     |
| 8     | 28 września | Hungaroring | ?             | ?                    | Chanoch Nissany      | Szász Motorsport    |

## Klasyfikacja kierowców
| Legenda oznaczeń w tabelach wyników Wyświetl szablon na nowej stronie | Legenda oznaczeń w tabelach wyników Wyświetl szablon na nowej stronie                                                                     |
| Oznaczenie                                                            | Wyjaśnienie |
| --------------------------------------------------------------------- | --- |
| Złoty                                                                 | Zwycięzca lub mistrzostwo |
| Srebrny                                                               | 2. miejsce lub wicemistrzostwo |
| Brązowy                                                               | 3. miejsce lub II wicemistrzostwo |
| Zielony                                                               | Ukończył, punktował (w klasyfikacji generalnej, gdy zdobył co najmniej jeden punkt na przestrzeni sezonu, poza trzema powyższymi opcjami) |
| Niebieski                                                             | Ukończył, nie punktował (w klasyfikacji generalnej, gdy nie zdobył co najmniej jednego punktu na przestrzeni sezonu)                      |
| Czerwony                                                              | Nie zakwalifikował się (NZ) |
| Czerwony                                                              | Nie prekwalifikował się (NPK) |
| Różowy                                                                | Nie ukończył (NU) |
| Różowy                                                                | Niesklasyfikowany (NS) (w klasyfikacji generalnej, gdy nie został sklasyfikowany w żadnym wyścigu sezonu)                                 |
| Czarny                                                                | Zdyskwalifikowany (DK) |
| Czarny                                                                | Wykluczony (WYK/EX) |
| Biały                                                                 | Nie wystartował (NW) |
| Biały                                                                 | Kontuzjowany (K/INJ) |
| Biały                                                                 | Wyścig odwołany (OD/C) |
| Bez koloru                                                            | Został wycofany (WYC/WD) |
| Bez koloru                                                            | Nie przybył (NP/DNA) |
| Bez koloru                                                            | Nie brał udziału w treningach (NT/DNP) |
| Bez koloru                                                            | Nie został zgłoszony (–) |
| Pogrubienie                                                           | Start z pole position |
| Kursywa                                                               | Najszybsze okrążenie wyścigu |
| †                                                                     | Nie ukończył, ale jego rezultat został zaliczony ze względu na przejechanie więcej niż 90% dystansu wyścigu.                              |
| *                                                                     | Sezon w trakcie |
| 1/2/3                                                                 | Punktowana pozycja w sprincie kwalifikacyjnym                                                                                             |
| Lista systemów punktacji Formuły 1                                    | |

| Poz.         | Kierowca           | Zespół             | HUN          | HUN          | PCS          | PCS          | HUN          | HUN          | HUN          | HUN          | Punkty       |
| Formuła 2000 | Formuła 2000       | Formuła 2000       | Formuła 2000 | Formuła 2000 | Formuła 2000 | Formuła 2000 | Formuła 2000 | Formuła 2000 | Formuła 2000 | Formuła 2000 | Formuła 2000 |
| ------------ | ------------------ | ------------------ | ------------ | ------------ | ------------ | ------------ | ------------ | ------------ | ------------ | ------------ | ------------ |
| 1            | Zsolt Harkányi     | VOLÁN Autós        | 1            | 1            | 1            | 1            | -            | -            | -            | -            | 18           |
| 2            | Chanoch Nissany    | Szász Motorsport   | -            | -            | -            | -            | 1            | 1            | 2            | 1            | 16,5         |
| 3            | László Eszenyi     | VOLÁN Autós        | -            | 3            | 2            | NU           | 2            | 2            | 3            | 3            | 15           |
| NS           | Ferenc Rátkai      | BOVI Motorsport    | -            | -            | -            | -            | -            | -            | 1            | 2            | 7,5          |
| NS           | Erik Vén           | J.B. Motorsport    | -            | 2            | -            | -            | -            | -            | -            | -            | 3            |
| Formuła 1600 |                    |                    |              |              |              |              |              |              |              |              |              |
| 1            | Zoltán Balatincz   | Ventile Rallye     | -            | -            | 1            | 1            | 1            | 1            | 1            | 1            | 27           |
| 2            | Tamás Törő         | Pi-Do Racing Team  | -            | 2            | 2            | -            | 2            | 2            | NU           | 2            | 15           |
| 3            | Kinga Kálmándy-Pap | Alba Rallye Team   | -            | 1            | -            | -            | 3            | NU           | 2            | 3            | 11,5         |
| NS           | Bálint Gyenis      | Góliát Rallye Team | -            | -            | 3            | -            | -            | -            | 3            | 4            | 5,5          |